# Театральный переулок (Екатеринбург)
Театра́льный переулок расположен между улицами Вайнера и 8 Марта в Центральном жилом районе Екатеринбурга (Ленинский административный район), дома 5—7а (нечётная сторона), № 2—4 (чётная сторона). Протяженность улицы с запада на восток составляет около 250 м.

## История
В доме № 2 с конца 1950-х и до 1984 работали кассы аэропорта Кольцово. До начала 1990-х годов часть переулка между Банковским переулком и ул. Вайнера была предназначена для разворота такси.

## Достопримечательности
- Дом № 5 — Торговое здание в кирпичном стиле. Построено в начале XX века. Признано объектом культурного наследия[2].
- Дом № 7 — Здание первой телефонной станции в г. Екатеринбурге. Построено в начале XX века. Признано объектом культурного наследия[2].

## Транспорт
Переулок с конца 1980-х годов является пешеходным.